# فيل ستامب
فيل ستامب (بالإنجليزية: Phil Stamp)‏ (12 ديسمبر 1975 بميدلزبرة في المملكة المتحدة - ) هو لاعب كرة قدم بريطاني في مركز الوسط. لعب مع نادي ميدلزبره ونادي ميلوول وهارت أوف ميدلوثيان ودارلينجتون إف سى.

## وصلات خارجية
- فيل ستامب على موقع قاعدة بيانات كرة القدم.إي يو (الإنجليزية)
- فيل ستامب على موقع Soccerbase.com (لاعب) (الإنجليزية)
- فيل ستامب على موقع عالم كرة القدم.نت (الإنجليزية)